# Antrodia multipapillata
Antrodia multipapillata är en svampart som först beskrevs av Corner, och fick sitt nu gällande namn av T. Hatt. 2003. Antrodia multipapillata ingår i släktet Antrodia och familjen Fomitopsidaceae.   Inga underarter finns listade i Catalogue of Life.